# Plantage

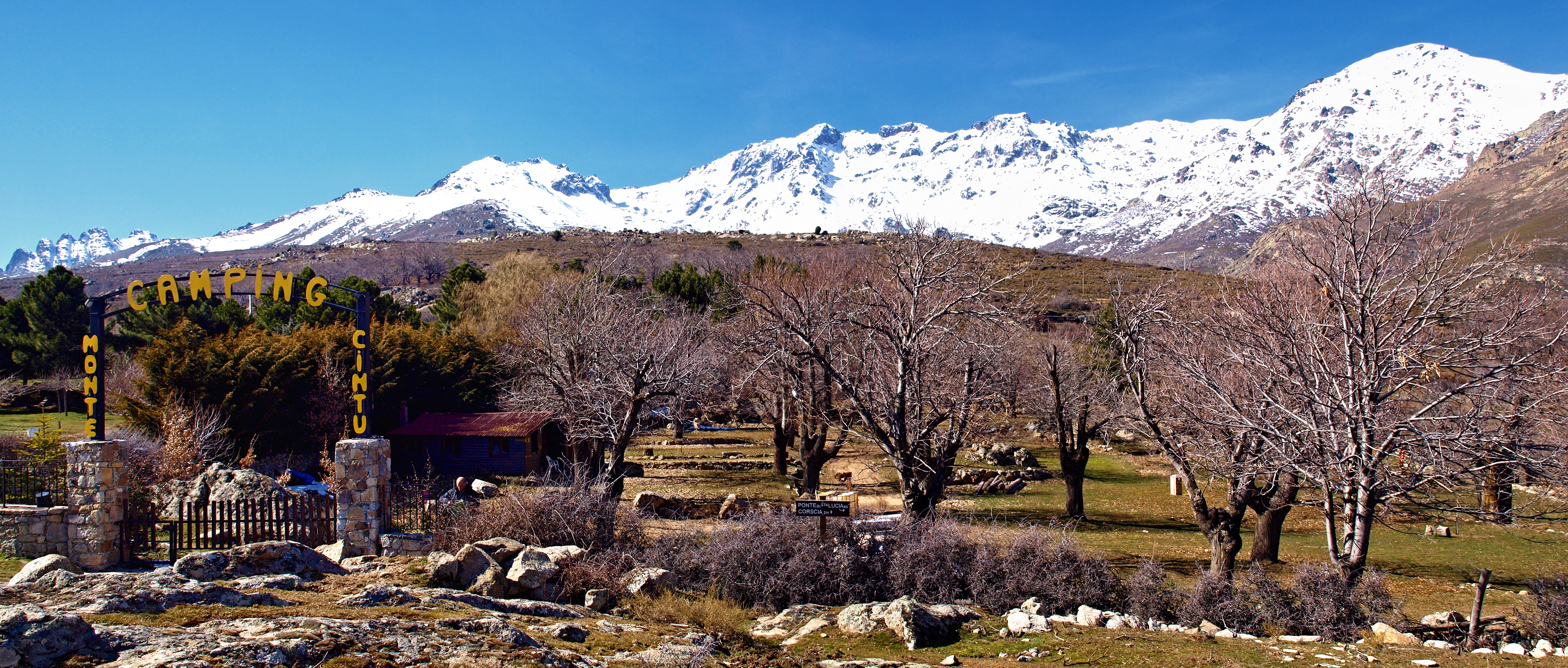
Edelkastanien-Selve auf Korsika, Region Niolu

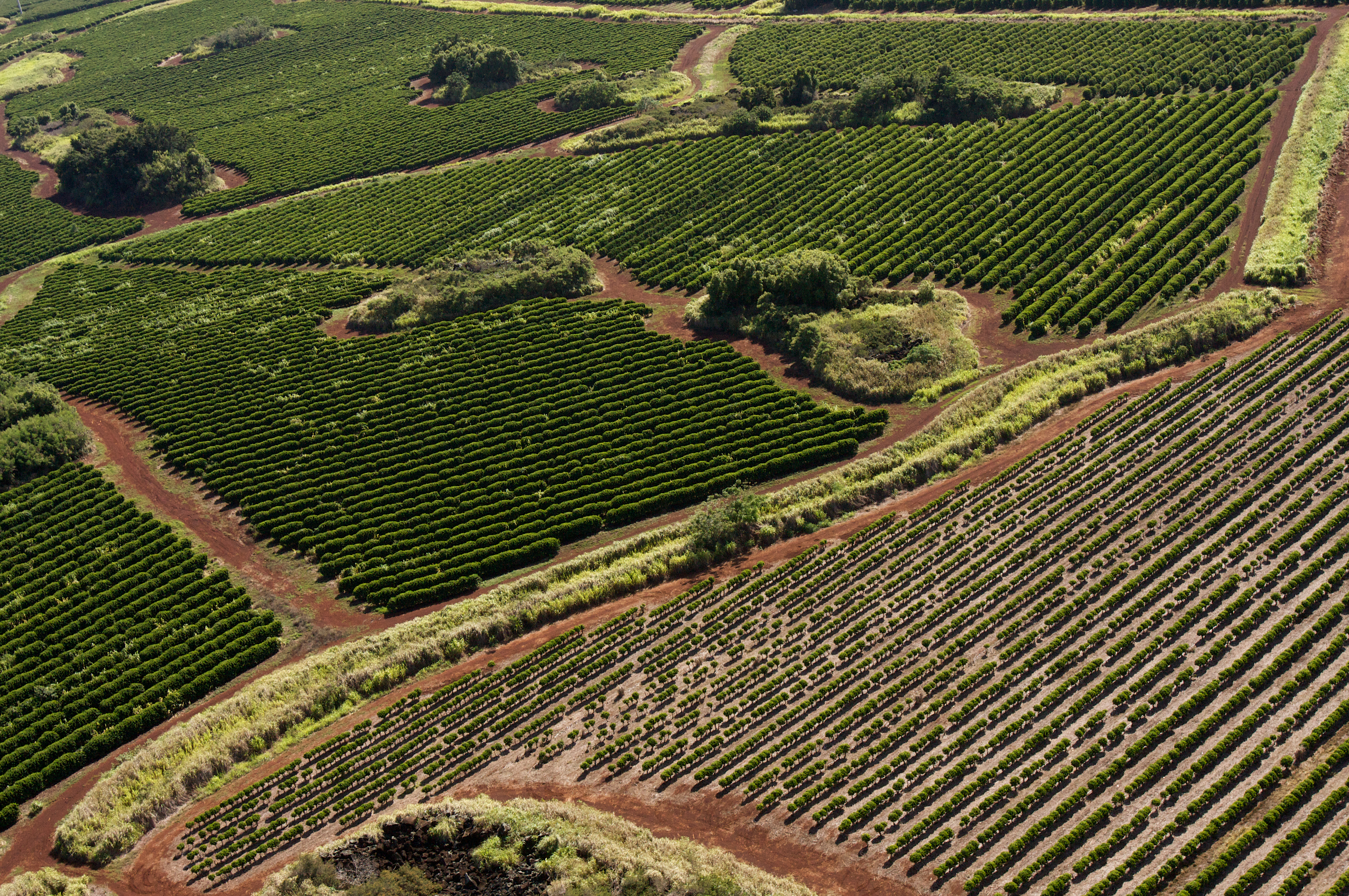
Kaffeeplantagen auf Hawaii

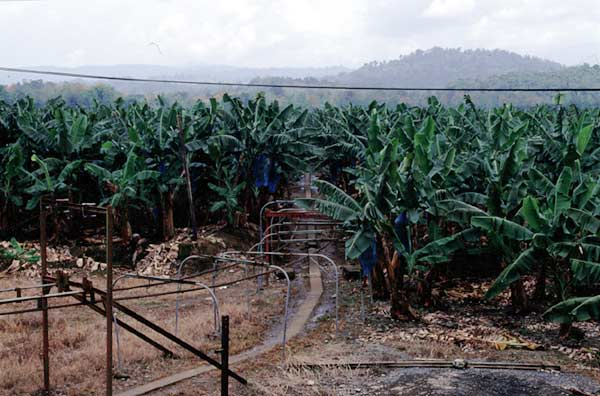
Bananen-Plantage in Costa Rica

Eine Plantage (französisch plantage ‚Anpflanzung‘) ist ein forst- oder landwirtschaftliches Großunternehmen, das sich auf die Erzeugung eines Agrarproduktes (Monokultur) für den Weltmarkt spezialisiert hat. 

## Allgemeines
Typisch für Plantagen ist eine deutlich überdurchschnittliche Betriebsgröße; mitunter gehören auch Wälder, Schwemmflächen oder andere nicht landwirtschaftlich genutzte Flächen dazu. Auf Plantagen werden mit hohem Personal- und Kapitaleinsatz Cash Crops in Monokulturen für den Export gezüchtet und angebaut, zum Beispiel Zuckerrohr, Sisal, Palmöl oder Kaffee. Oft verfügen Plantagen auch über die entsprechenden Aufbereitungs- und Veredelungsanlagen. Vor allem in den Tropen ist die Plantagenwirtschaft verbreitet.
Der Eigentümer einer Plantage wird als Pflanzer bezeichnet. Zwar lassen sich die meisten tropischen Agrarerzeugnisse wirtschaftlich effizienter in Familienbetrieben produzieren, was damit zusammenhängt, dass Großbetriebe höhere Kosten für den Transport und die Überwachung der Arbeiter veranschlagen müssen. Dennoch dominieren in der außereuropäischen Agrargeschichte Plantagen als Betriebsform, was darauf zurückzuführen ist, dass bei der Kolonialisierung kleinbäuerlichen Betrieben der indigenen Bevölkerung der Zugang zu Land, Wasser, Kapital und Fachwissen erschwert und gleichzeitig Strukturen eingerichtet wurden, die Zwangsarbeit begünstigten, beispielsweise Kopf- oder Hüttensteuern. Werden Menschen gegen ihren Willen eingesetzt spricht man von versklavungsbasierter Plantagenwirtschaft.

## Geschichte
Das Wort Plantage (wörtlich „das Einpflanzen von Stecklingen“, französisch plantes) wurde im 17. Jahrhundert aus dem Französischen in das Niederländische und Deutsche entlehnt, ist aber heute ein falscher Freund. Dem Begriff Plantage als Großpflanzung entspricht im heutigen Französischen wie auch im Englischen plantation (wörtlich „Anpflanzung von Stecklingen“).

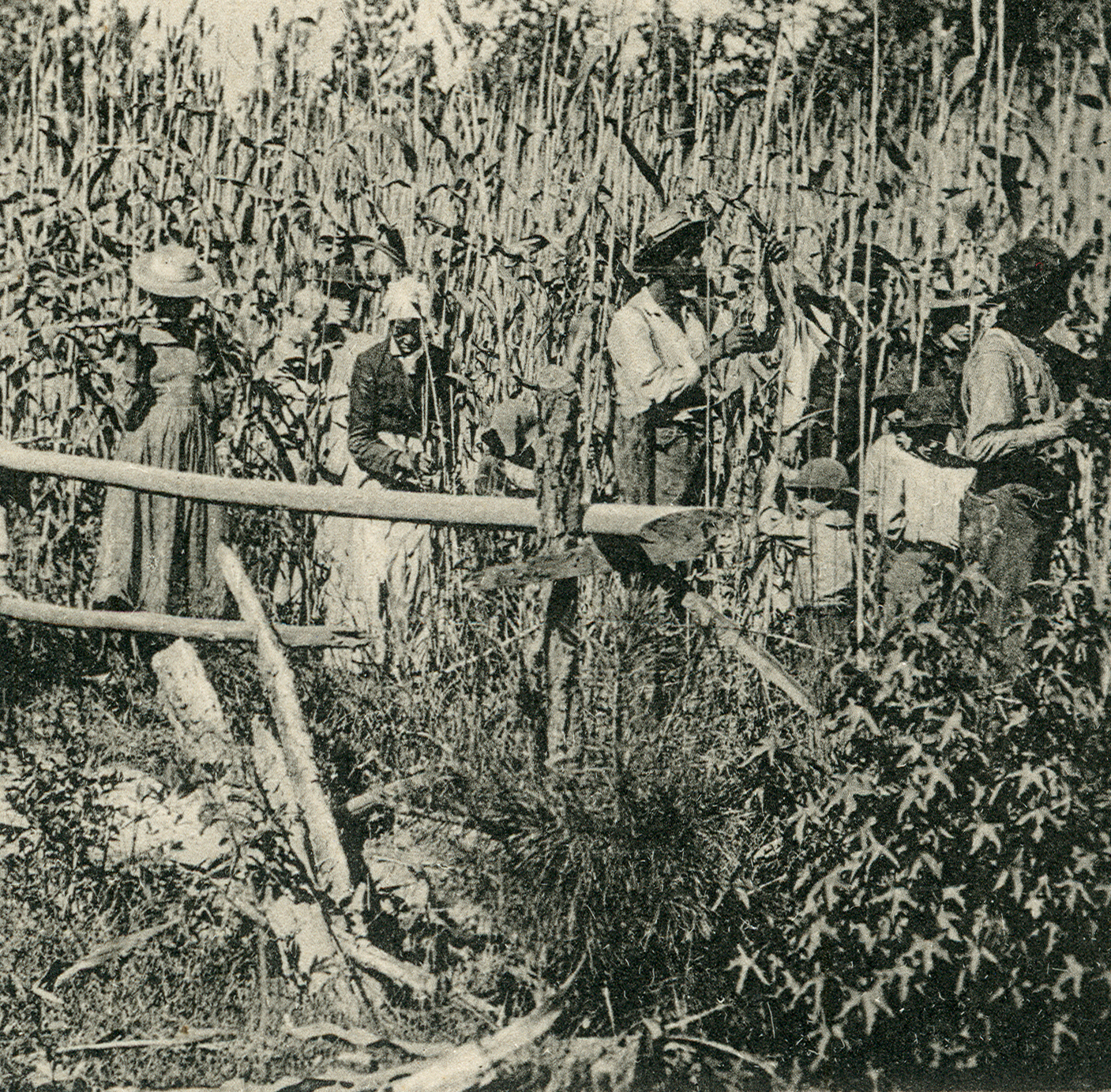
Männer, Frauen und Kinder bei der Arbeit in einer Zuckerrohr-Plantage auf Kuba. Lichtdruck-Stereoskopie als Ansichtskarte Nr. 669 von Knackstedt & Näther.

Seit dem 7. Jahrhundert hatte sich eine erste hochspezialisierte Plantagenwirtschaft zur Erzeugung von Luxusfrüchten in Mesopotamien in den Sumpfgebieten des Euphrat entwickelt, und zwar unter Einsatz von afrikanischen Sklaven, den Zandsch, die zunächst die Sümpfe trockenzulegen hatten. Die über den Fernhandel erwirtschafteten Erträge für Zucker, Baumwolle, Datteln und Gewürznelken trugen zur Blüte der islamischen Metropolen in Asien und Ägypten bei. Zum Beispiel wurde der im christlichen Europa als Luxusgut verbrauchte Zucker im Mittelalter aus der arabischen Welt eingeführt.
Die Arbeitskräfte auf den Plantagen waren bis in das 19. Jahrhundert oft Sklaven – so auf den Zuckerrohrplantagen der Karibik und Lateinamerikas und später auf den Baumwoll- und Tabakplantagen der amerikanischen Südstaaten –, die aus Afrika importiert worden waren, da die einheimische indianische Bevölkerung durch das spanische System des „Repartimiento“ fast vollständig dezimiert wurde. Die Nachkömmlinge dieser (befreiten) Sklaven stellen heute einen Großteil der Bevölkerung dieser Regionen dar.
Nach der Sklavenbefreiung wurden aus den ehemaligen Sklaven meist Billiglohnarbeiter, die Arbeitsbedingungen blieben im Wesentlichen unverändert. In den Kautschukplantagen Malaysias und den Teeplantagen Sri Lankas setzte man häufig billige Arbeitskräfte aus Indien oder China ein.
Mit der Entstehung der europäischen Kolonialreiche entstanden ab 1860 in Afrika und Asien ausgedehnte neue Plantagen: Zucker in Natal (Südafrika), Tabak auf Sumatra, Kautschuk in Malaya und Cochinchina (Südvietnam), aber auch Tee auf Ceylon. Eigentümer der Plantagen waren oft Ausländer, nicht selten auch Kapitalgesellschaften, die den Betrieb durch einen Verwalter leiten ließen. Die Eigentümer bzw. ihre leitenden Angestellten zählten zur obersten Gesellschaftsschicht, während die Plantagenarbeiter zur untersten gehörten. Die Kolonialplantage war eine Erscheinung des globalen Kapitalismus, die fast ausschließlich in tropischen Ländern anzutreffen war. Um 1900 ist eine Welle von Gründungen solcher Plantagen in Afrika und Südostasien festzustellen.
Nach der Unabhängigkeit der ehemaligen Kolonien wurden die meisten ausländischen Eigentümer der Plantagen enteignet, und an ihre Stelle traten Einheimische oder der Staat.

### Landwirtschaft
- Lowell Ragatz: The fall of the planter class in the British Caribbean, 1763–1833. The Century Co., New York / London 1928 (und mehrere Nachdrucke).
- Karl H Hottes: Die Plantagenwirtschaft in der Weltwirtschaft. Innovationskraft und heutige Strukturen des Plantagensystems. Lang, Frankfurt am Main 1992, ISBN 3-631-44606-3.
- Philip D. Curtin: The Rise and Fall of the Plantation Complex: Essays in Atlantic History. Cambridge University Press, Cambridge 1998, ISBN 0-521-62943-8.
- Oliver Gliech: Saint-Domingue und die Französische Revolution. Das Ende der weißen Herrschaft in einer karibischen Plantagenwirtschaft. Böhlau, Köln 2011, ISBN 978-3-412-20679-6.

### Forstwirtschaft
- J. R. Aldhous, A. J. Low: The potential of Western Hemlock, Western Red Cedar, Grand Fir and Noble Fir in Britain. (= Forestry Commission bulletin. Band 49). London 1974, ISBN 0-11-710141-9.
- J. E. Everard, D. F. Fourt: Monterey Pine and Bishop Pine as plantation trees in southern Britain. In: Quarterly Journal of Forestry. Jahrgang 68, 1974, S. 111–125.
- R. A. Sedjo, D. Botkin: Using forest plantations to spare natural forests. In: Environment. Jahrgang 39, 1997, Nr. 10, S. 15–20 und 30.
- Peter Savill, Julian Evans, Daniel Auclair, Jan Falck: Plantation Silviculture in Europe. Oxford University Press, Oxford 1998, ISBN 0-19-854908-3.
- Jonathan C. Onyekwelu: Growth Characteristics and Management Scenarios for plantation-grown Gmelina arborea and Nauclea diderrichii in south-western Nigeria. Hieronymus, München 2001, ISBN 3-89791-235-X.
- Florencia Montagnini, Carl F. Jordan: Tropical Forest Ecology. The Basis for Conservation and Management. Springer, Berlin 2005, ISBN 3-540-23797-6.
- Phil West: Growing Plantation Forests. Springer, Berlin 2006, ISBN 3-540-32478-X.